# دانشگاه آرکانزاس در مونتیچلو
دانشگاه آرکانزاس در مونتیچلو (UAM) یک دانشگاه دولتی در مانتیسلو، آرکانزاس با کالج‌های فناوری در کراست و مک گی است. این مؤسسه بخشی از سیستم دانشگاه آرکانزاس است و مدارک کارشناسی ارشد، کارشناسی، کاردانی را ارائه می‌دهد.
در طول جنگ جهانی دوم این دانشگاه یکی از ۱۳۱ کالج و دانشگاه در سطح ملی بود که در برنامه آموزشی کالج نیروی دریایی V-12 شرکت کرد.
در ژوئیه ۲۰۱۸، دانشکده کشاورزی با دانشکده جنگلداری و منابع طبیعی این دانشگاه ادغام شد و به دانشکده جنگلداری، کشاورزی و منابع طبیعی تبدیل شد.